# جهان جنوب

نقشه جهان که نشانگر تعریف نوین از تقسیم شمالی و جنوبی است

جهان جنوب (به انگلیسی: global south) اصطلاحی است به کار رفته در مطالعات فراملیتی و پسااستعماری، برای اشاره به آنچه که ممکن است «جهان سوم» نامیده می‌شود (یعنی آفریقا و آمریکای لاتین و کشورهای درحال‌توسعه در آسیا): «کشورهای درحال‌توسعه» و «کشورهای کمتر توسعه‌یافته» و «مناطق کمتر توسعه یافته» است. همچنین می‌تواند شامل مناطق فقیرتر «جنوبی» کشورهای ثروتمند «شمالی» باشد. جهان جنوب مفهومی گسترده‌تر از «استعاره برای کشورهای توسعه نیافته» است. به‌طور کلی اشاره ای است به تاریخچه همبستگی استعماری، امپریالیسم نو و تغییرات اقتصادی و اجتماعی ناهمسان در این کشورها که از طریق آن نابرابری‌های بزرگ در استانداردهای زندگی، امید به زندگی و دسترسی به منابع حفظ می‌شود.